# Nosač
Nosač, ili točnije rečeno građevni nosač, je nosivi sklop koji prenosi opterećenje preko jednog ili više raspona na potpore (ležaje). Može biti s prijepustima (konzolama) ili bez njih, odnosno linijski (greda, prečka okvira, luk, rešetka) ili plošni (ploča ili ljuska). S obzirom na građevni materijal može biti od betona, armiranog ili prednapregnutog betona, čelika ili drugih kovina, te od drva (drvene konstrukcije). Građevni nosač je punozidna ili rešetkasta konstrukcija u jednoj ravnini, oslonjena na svojim krajevima (na jednoj strani pomično, na drugoj nepomično). To je prosta ili jednostavna greda. Ako se produžava preko više polja, bez prekida na osloncima, naziva se kontinuirani nosač (ili greda). Gredni nosači su napregnuti transverzalnim (okomiti na gredu) silama i napadnim momentima u svojoj ravnini, rjeđe aksijalnim silama i silama izvan svoje ravnine.
Betonski nosač bez armature, zbog male vlačne čvrstoće betona, primjenjuje se samo za male raspone. Kako ne bi došlo do sloma konstrukcije, kod većih raspona mora biti znatnih poprečnih izmjera (napose visine), što je gospodarstveno, estetski i seizmički najčešće neprihvatljivo. Armiranobetonski nosač, u kojem su uloge materijala podijeljene, za takve je namjene znatno povoljniji. Zbog svoje velike tlačne čvrstoće, beton prihvaća tlačna naprezanja, a vlačna naprezanja preuzima armatura, najčešće čelične šipke ili mreže. U takvim sklopovima, stoga, armatura dolazi u vlačno napregnutom području, koje se u polju nalazi s donje, a nad ležajem s gornje strane nosača. Čelici za armiranje mogu biti glatki ili rebrasti; zbog dobre prionjivosti betona i šipaka danas su pretežito u uporabi rebrasti. Osim glavne armature, za prihvat glavnih kosih naprezanja ugrađuje se poprečna armatura, a za povezivanje i osiguranje položaja pojedinih šipaka pri betoniranju i konstruktivna armatura. Nedostatak armiranobetonskih nosača je pojava pukotina u vlačnom području, čime se gubi zaštita od korozije koju inače armaturi pruža sloj betona. Kod prednapregnutoga nosača taj je nedostatak otklonjen prednapinjanjem čelikom velike čvrstoće, čime cijeli poprečni presjek postaje tlačno napregnut, a time i bez pukotina. Za prednapinjanje rabi se sustav koji, osim kabela (natega) i sidara za učvršćenje njihovih krajeva, čini hidraulička preša i uređaj za injektiranje cementnoga morta.

## Greda
Greda je izdužena vodoravna ili kosa nosiva građevna konstrukcija za prenošenje vertikalnih opterećenja na ležaje. Ležaji mogu biti klizni, zglobni ili upeti. Prema broju ležaja razlikuju se greda s jednim ležajem (konzolna), s dva ležaja (prosto oslonjena, s prepustima), s više ležaja (kontinuirana). Opterećena je na savijanje, a prema vrsti može biti statički određena ili statički neodređena. Izrađuje se od drveta, čelika, armiranoga betona, rjeđe od kamena različita poprečnog presjeka. Može se izvoditi i kao kosa konstrukcija (stube), na elastičnoj podlozi, ojačana pločom, kao dio mosta, dio zgrade i drugo.

## Konzola
Konzola (fran. console: potporanj, nosač; greda) je konstrukcijski element kojemu je jedan kraj ukliješten u zid ili u koji drugi dio konstrukcije, a drugi mu je kraj slobodan. Najčešće je u obliku armiranobetonske, čelične, drvene ili kamene grede ili ploče, a služi kao oslonac istaknutim dijelovima građevine (vijenci, balkoni i druge istake na zgradama), nosač raznovrsne opreme u industrijskim postrojenjima (na primjer cjevovodi) i slično. U nekim je povijesnim razdobljima niz ukrašenih konzola često imao samo dekorativnu ulogu.

## Roštilj
Roštilj (mađ. rostély, prema njem. Rost) je rešetkasta oblika, a roštiljne konstrukcije u građevinarstvu su sastavljene od mreže kruto povezanih grednih nosača. Roštilj je sustav paralelnih nosača raspoređenih u dva, obično okomita pravca, spojenih vezama koje primaju okretne momente. Najčešće su pod pravim kutom. Roštilj je naprezan upravo na svoju srednju ravninu, to jest savijanjem. Svojstvo je roštilja suradnja više nosača u prijemu i nošenju naprezanja (vanjskog opterećenja). Primjenjuje se u mostovima i svuda tamo gdje se teški tereti primaju i dalje prenose, pa je zato korisna raspodjela na više dijelova.